# Tom Barras
Thomas Elliott Barras, noto come Tom Barras (Staines, 7 gennaio 1994), è un canottiere britannico, vice-campione olimpico nel quattro di coppia a Tokyo 2020.

## Biografia
Ai mondiali di Sarasota 2017 ha conquistato il bronzo nel singolo, terminando alle spalle del ceco Ondřej Synek e del cubano Ángel Fournier.
Ha fatto la sua seconda apparizione olimpica a Tokyo 2020, dove ha vinto la medaglia d'argento nel quattro di coppia con i connazionali Jack Beaumont, Angus Groom e Harry Leask.
Ai mondiali di Račice 2023 è salito sul secondo gradino del podio nel 4 di coppia, con George Bourne, Matthew Haywood e Harry Leask.

## Palmarès
- Giochi olimpici estivi

Tokyo 2020: argento nel quattro di coppia;
- Mondiali

Sarasota 2017: bronzo nel singolo;
Račice 2022: argento nel 4 di coppia;